# Jan Houtman

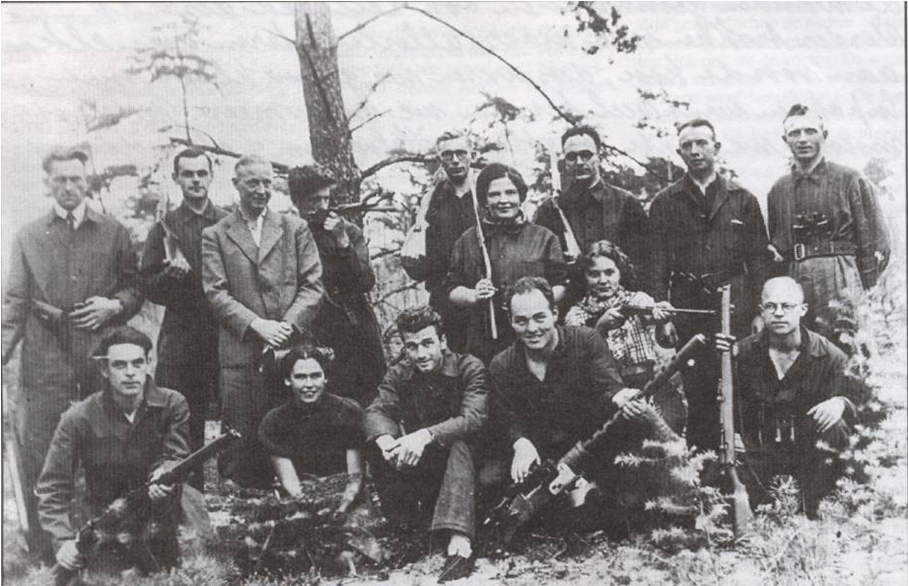
Jan Houtman, vordere Reihe, rechts im Bild (zwischen dem 11. September 1944 und dem 17. November 1944).

Jan Houtman (* 1917 in Hoonhorst; † 17. November 1944 ebenda) war ein niederländischer Widerstandskämpfer, der während der deutschen Besatzung im Zweiten Weltkrieg ermordet wurde.
Houtman war Mitglied der Widerstandsgruppe Landelijke Knokploegen in der Gemeinde Ommen und an mehreren Widerstandshandlungen gegen die deutschen Besatzer beteiligt. In diesem Zusammenhang wurde er bei der Vorbereitung eines Waffenschmuggels von dem niederländischen SS-Mann Herbertus Bikker, genannt de Beul van Ommen (deutsch: der Henker von Ommen) gestellt und von diesem auf einem Bauernhof in Hoonhorst in der Gemeinde Dalfsen erschossen.
Bekanntheit bekam der Tod von Jan Houtman durch den im Jahr 2003 wieder eröffneten Prozess gegen Bikker. Dieser war 1949 zunächst zum Tode und nach einer Berufungsverhandlung zu lebenslanger Haft verurteilt worden. 1952 gelang ihm die Flucht aus dem Gefängnis und in die Bundesrepublik Deutschland, wo er nahezu unbehelligt leben konnte. Erst nachdem er sich in einem Interview gegenüber Reportern der Zeitschrift Stern mit dem Mord an Houtman gebrüstet hat, wurden die Ermittlungen aufgenommen.
Durch mehrere Zeugenaussage vor dem Landgericht Hagen im Oktober 2003 wurden die Umstände des Mordes an Jan Houtman öffentlich. Demnach hatten die Engländer in den Wäldern der Gegend um Dalfsen mit Fallschirmen Waffen für den Widerstand abgeworfen. Houtman wollte mit einem Freund ein Auto ausleihen, um diese Waffen zu transportieren, als die sogenannte Grüne Polizei, ein im Dienste der Deutschen stehendes Kontrollkommando, erschien. Die Freunde trennten sich auf der Flucht, Houtman wurde von Bikker verfolgt und gestellt. Bei dem Bauernhof, auf dem die damals 22-jährige spätere Zeugin Annie Bosch-Klink lebte, versuchte Houtman erneut die Flucht. Mit mehreren Schüssen wurde er zunächst verletzt. Weitere Zeugen sagten aus, dass Bikker auf den bereits verletzt auf dem Boden Liegenden schoss. Dann hörten sie, wie dieser sagte: Hast du jetzt genug? Du stehst nicht mehr auf. Nun bist du richtig tot.
Zu einem Urteil kam es nicht, das Verfahren gegen Bikker wurde wegen Verhandlungsunfähigkeit des Angeklagten Ende 2004 abgebrochen. Bikker starb im Jahr 2008.